# 尿素窒素
尿素窒素（にょうそちっそ、Urea nitrogen; UN）は、尿素由来の窒素量を示す単位である。尿素1分子は、窒素原子を2つ含んでいるため、1molの尿素＝60gは、尿素窒素28gに相当する。臨床検査項目の一つ。主に肝臓や腎臓の状態を検査するために用いられ、一般に単位はmg/dLが用いられる。

## 概要
尿素は蛋白質の終末代謝産物であり、肝臓で合成され、腎臓から排泄される。血中の尿素の量を表すのが血液尿素窒素（Blood urea nitrogen;BUN）であるが、これは蛋白摂取量、蛋白代謝量、腎機能の3因子によって規定される。なお、現在では血清を用いた血清尿素窒素（Serum -;SUN）も用いられるが、赤血球中の水分が減少する分BUNより若干高値となる。

## 単位
尿素窒素濃度（mg/dL）に2.144を乗じると、尿素濃度（mg/dL）が、
尿素窒素濃度（mg/dL）に0.357を乗じると、尿素物質量濃度（mmol/L）が得られる。

## 測定法
現在2種類の方法が使用されている。両者とも自動分析法が発達し、誤差は少なくなっている。
- ウレアーゼ法

ウレアーゼを尿素と反応させて炭酸アンモニアとし、そのアンモニアを測定する。ジアセチルモノオキシム法と比較して厳密に測定できる。
- ジアセチルモノオキシム法

尿素を酸性溶液中でジアセチルモノオキシムと橙黄色に呈色するのを比色する方法。この方法ではヒドロキシアミンが副産物として生成されるが、これが縮合反応するのを防ぐために酸化剤を加えて分解している。そのため、酸化剤による退色の差やヒドロキシアミンによる呈色障害といった問題がある。

## 変動要因

### 基準値
BUNの基準値は早朝空腹時で10～15mg/dlである。

### 上昇要因
- 大量の蛋白摂取
- 尿中への排泄障害
  - 乏尿
  - 尿路閉塞
  - 腎機能障害
- 消化管からの吸収増加
  - 腸閉塞
  - 腹膜炎
  - 腸管出血
- 体組織の崩壊
  - 糖尿病性アシドーシス
  - 悪性腫瘍
  - 甲状腺機能亢進症（バセドウ病など）
  - 重症肝疾患

### 下降要因
- 妊娠
- 蛋白の摂取低下
- 肝不全による尿素合成不全
- 尿中への排泄増加
  - 尿崩症

## 注意点
血中尿素窒素は、腎臓の機能や障害の程度を正確に反映する物ではない。尿蛋白や血清クレアチニンなどの測定をして、本当に疾患が腎臓にあるものなのかを確かめることが必要である。たとえば胃潰瘍などで腸管で出血が起こると、そこより下部の腸管で吸収された血液由来のタンパクに含まれる窒素が代謝によって尿素窒素となり、急激な尿素窒素上昇を引き起こす。また、基準値範囲内であるからと言って、必ずしも腎機能低下は否定できない。慢性腎疾患においては、腎機能が3/4程度失われてはじめて、血中尿素窒素の増加が認められるようになるからである。つまり、慢性腎疾患によって、血中尿素窒素の増加が認められた場合、ネフロンの75％以上が障害されている可能性があることを意味する。また蛋白摂取量という生理的な要因でも変動が見られるため、事前に摂取量を調節させておくなど注意することが必要である。特に境界値付近では肝機能や消化管機能の異常との鑑別が必要である。

## その他
尿中尿素窒素（Urine urea nitrogen;UUN）の測定も検査として行われている。腎機能が正常であれば再吸収の調整によってUUNがBUNに比例して増減するが、異常であれば腎からの尿素排泄の増減に伴いBUNが変化するため、UUNはBUNと逆向きに変化する。